# FIFA Puskás Award 2020
Il FIFA Puskás Award 2020, dodicesima edizione del premio per il gol ritenuto più bello dell'anno, è stato vinto da Son Heung-min. Il vincitore è stato annunciato e premiato durante la cerimonia dei The Best FIFA Football Awards che si è tenuta a Zurigo il 17 dicembre 2020. Gli 11 gol nominati sono stati resi noti il 25 novembre 2020.

## Formula
La FIFA ha deciso di confermare la formula utilizzata lo scorso anno per l'assegnazione del premio: vengono votati online gli 11 gol selezionati ed i 3 gol che ottengono più voti saranno valutati da una giuria composta da ex calciatori e calciatrici che decreteranno la classifica finale. La giuria di questa edizione è composta dai seguenti calciatori:
- Bebeto
- Jenny Bindon
- Aya Miyama
- Jay-Jay Okocha
- Heather O'Reilly
- Marinette Pichon
- Manuel Rui Costa
- Peter Schmeichel
- Alan Shearer
- Clementine Tourè
- Iván Zamorano

## Classifica
Di seguito la classifica finale del premio, con il podio deciso dalla giuria di esperti.
Nota bene: il risultato indicato tiene conto del punteggio al momento della realizzazione del gol.
| Pos.             | Giocatore              | Squadra           | Avversario           | Risultato | Competizione                                 | Percentuale |
| ---------------- | ---------------------- | ----------------- | -------------------- | --------- | -------------------------------------------- | ----------- |
| 1                | Son Heung-min          | Tottenham         | Burnley              | 3-0       | Premier League 2019-2020                     |             |
| 2                | Giorgian De Arrascaeta | Flamengo          | Ceará Sporting Club  | 3-0       | Campeonato Brasileiro Série A 2019           |             |
| 3                | Luis Suarez            | Barcellona        | Maiorca              | 4-1       | LaLiga 2019-2020                             |             |
| Non classificati | Shirley Cruz           | Costa Rica        | Panama               | 3-1       | Torneo di Qualificazione alle Olimpiadi 2020 |             |
| Non classificati | Jordan Flores          | Dundalk           | Shamrock Rovers      | 1-1       | Premier Division 2020                        |             |
| Non classificati | André-Pierre Gignac    | Tigres UANL       | Pumas UNAM           | 3-0       | Campionato Clausura Messicano 2019-2020      |             |
| Non classificati | Sophie Ingle           | Chelsea           | Arsenal              | 3-0       | FA Women's Super League 2019-2020            |             |
| Non classificati | Zlatko Junuzović       | Salisburgo        | Rapid Vienna         | 6-1       | Austrian Bundesliga 2019-2020                |             |
| Non classificati | Hlompho Kekana         | Mamelodi Sundowns | Cape Town City       | 1-0       | Southafrican Premier Division 2019-2020      |             |
| Non classificati | Leonel Quiñónez        | Macarà            | Universidad Católica | 1-0       | Ecuador Serie A                              |             |
| Non classificati | Caroline Weir          | Manchester City   | Manchester United    | 1-0       | FA Women's Super League 2019-2020            |             |